# Obiteljski funkcionalni nedostatak apolipoproteina B
Obiteljski funkcionalni nedostatak apolipoproteina B je genetički poremećaj metabolizma lipida, koji nastaje kao posljedica mutacije gena za apolipoprotein B. Funkcionalni nedostatak apo B dovodi da smanjenog vezivanja lipoproteina male gustoće (LDL-kolesterola) za njegove receptor na stanicama (LDLR). 
Opisano je nekoliko mutacije koji uzrokuju nedostatnu funkciju apo B. LDL receptori su normalni u broju i funkciji, ali zbog nedostatka apo B, unos LDL je smanjen što povećava koncentraciju LDL kolesterola. Klinički bolest se ne razlikuje od heterozigota s obiteljskom hiperkolesterolemijom (rizik od ranijeg razvoja ateroskleroze, ksantomi, ksantelazme), a slično se i liječi (statini). 
|  | Molimo pročitajte upozorenje o korištenju medicinskih informacija. Ne provodite liječenje bez savjetovanja s liječnikom! |